# اختطافات جمسوري 2014
في يوم 13 ديسمبر 2014 ، تم اختطاف من 172 الي 185 من سكان قرية جمسوري علي يد نشطاء بوكو حرام ، وقتل 32-35 شخص .